# Pernické jezero
Pernické jezero (slovinsky Perniško jezero) je přehradní nádrž ve Slovinsku. Má rozlohu 1,23 km². Bylo vytvořeno v roce 1969 výstavbou přehrady na řece Pesnici za účelem regulace jejího vodního režimu a ochrany jejího povodí před povodněmi. Byla pojmenována podle vesnice Pernica, která u ní leží.
Nádrž je dvoudílná, rozdělená přepážkou přibližně na polovinu; horní (severní) část, kterou napájejí potoky Jareninski a Vukovski, pojme přibližně 1,4 milionu m³ vody, zatímco spodní (jižní) část, kterou napájí přímo řeka Pesnica, pojme 2 miliony m³ vody.